# VI Cumbre Suramericana
La VI Cumbre Suramericana fue la sexta cumbre en su tipo, fue celebrada en Isla Margarita, Nueva Esparta, Venezuela los días de abril de 2007. Fue la última cumbre celebrada previa al nacimiento de Unasur que ocurrió finalmente en mayo de 2008 con el Tratado Constitutivo que dio origen formal al bloque suramericano.
Se anunció la creación de un Consejo Energético de Sudamérica, integrado por los ministros de energía de cada país, para proponer una estrategia energética con el fin de poder llevar adelante un plan de acción.
Los mandatarios decidieron además "crear una secretaría permanente en la ciudad de Quito". Asimismo se acordó que Brasil participará y se incorporará con plenos derechos a la discusión técnica y económica del Banco del Sur.
Los Jefes de Estado de los 12 países deciden renombrar el bloque como la Unión de Naciones Suramericanas (UNASUR), que reemplazaría a la Comunidad Sudamericana de Naciones (CSN).
Al encuentro asistieron los presidentes de Argentina, Néstor Kirchner; Brasil, Lula da Silva; Bolivia, Evo Morales; Colombia, Álvaro Uribe Vélez; Chile, Michelle Bachelet; Ecuador, Rafael Correa; Paraguay, Nicanor Duarte Frutos; Venezuela Hugo Chávez; el vicepresidente uruguayo, Rodolfo Nin Novoa, el ministro delegado de Surinam, Gregory Rusland, el primer ministro guyanés, Sam Hinds, con la ausencia de Alan García de Perú.

## Naciones participantes
- Néstor Kirchner
- Evo Morales
- Luiz Inácio Lula da Silva
- Álvaro Uribe
- Michelle Bachelet
- Rafael Correa
- Sam Hinds
- Nicanor Duarte
- Alan García no participó
- Gregory Rusland
- Rodolfo Nin Novoa
- Hugo Chávez